# Blackburneus argentinensis
Blackburneus argentinensis är en skalbaggsart som beskrevs av Schmidt 1909. Blackburneus argentinensis ingår i släktet Blackburneus och familjen Aphodiidae. Inga underarter finns listade.